# مسجد الوكيل
مسجد الوكيل (بالفارسية: مسجد وکیل - Masjed-e Vakil) هو مسجد في شيراز، جنوب إيران، ويقع إلى الغرب من مزار وكيل عند مدخله. بني بين عام 1751 و عام 1773، خلال حكم الدولة الزندية؛ ومع ذلك، تم ترميمه في القرن 19 خلال حكم الدولة القاجارية. كلمة وكيل تعني الوصي، وهو اللقب الذي أُطلق على كريم خان، مؤسس الدولة الزندية. اتخذ كريم خان شيراز مقرًا للحكم وشيّد الكثير من المباني والمساجد بما فيهم مسجد الوكيل.